# Jedoma
Lo jedoma o yedoma (in lingua russa: Едома) è un permafrost loessiano risalente al pleistocene ricco di sostanze organiche (circa il 2%
di carbonio rispetto alla massa) con un contenuto in ghiaccio del 50–90% del volume. La quantità di carbonio intrappolato in questo tipo di permafrost è molto più diffuso di quanto originariamente si fosse pensato e può essere di circa 500 GT, vale a dire quasi 100 volte la quantità di carbonio rilasciato nell'aria ogni anno bruciando i combustibili fossili. La fusione dello jedoma è una fonte importante di metano atmosferico (circa 4 Tg di {\displaystyle {\ce {CH4}}} per anno).
Lo jedoma attualmente occupa un'area di oltre un milione di chilometri quadrati nella Siberia nord-orientale, e in molte regioni ha uno spessore di decine di metri. Durante l'ultimo massimo glaciale, quando il livello del mare globale era di 120 m inferiore di quello di oggi, simili depositi ricoprivano aree consistenti delle piattaforme continentali euroasiatiche nord-orientali esposte. Alla fine dell'ultima glaciazione, nel Pleistocene, la transizione all'Olocene, lo scongelamento dello jedoma e i laghi termocarsici che ne sono risultati potrebbero avere prodotto dal 33 all'87% dell'aumento ad alta latitudine della concentrazione di metano atmosferico.